# Reserva de biosfera de las Yungas
La Reserva de Biosfera de las Yungas forma parte de la Red Mundial de Reservas de la biosfera promovida por el Programa El Hombre y la Biosfera (MAB) de UNESCO. El reconocimiento fortalece la voluntad de una serie de instituciones por concretar un proyecto que tiene como objetivo fomentar una relación equilibrada entre la población y su entorno natural que permita satisfacer las necesidades humanas de las generaciones presentes y futuras a través del desarrollo económico, social y ecológicamente sostenible. Campesinos, pueblos indígenas, productores, empresarios y habitantes urbanos aprovechan la selva de Yungas, un ambiente de enorme valor natural y cultural que es imprescindible mantener.
Ubicada al noroeste de la Argentina y limitando con Bolivia, la Reserva de la Biosfera de las Yungas abarca una superficie aproximada de 1.600.000 ha de las provincias de Salta y Jujuy, de las cuales unas 700.000 contienen bosques, 500.000 pastizales naturales y casi 2.000 ha constituyen parcelas agrícolas y barbechos de agricultura migratoria. La cuenca del río Bermejo tiene influencia en aproximadamente 200.000 ha. de tierras agrícolas ubicadas en zonas aledañas a la RBYUN. De la superficie total el 11% está representado por reservas legalmente constituidas (parques y reservas nacionales y provinciales), aproximadamente 140.000 ha están bajo manejo tradicional de comunidades indígenas y el resto son propiedades privadas.
La reserva fue reconocida por la Unesco en noviembre de 2002, con el propósito implementar acciones que ayuden a resolver problemas socioeconómicos y ambientales, y contribuir en conservación de las Yungas.

## Objetivos
Los objetivos generales de la Reserva de la Biosfera de las Yungas son:
- Mejorar la calidad de vida humana de los pobladores en la región.
- Ampliar la participación de la sociedad en las decisiones sobre su propio ambiente y desarrollo.
- Proteger la vida y la diversidad biológica y cultural de la región de Yungas, teniendo por base un desarrollo sostenible.
- Contribuir a la integración de políticas municipales, provinciales y nacionales para la conservación y evolución de las Yungas, propiciando la articulación de planes de manejo y programas transfronterizos.

## Superficie
La reserva de la Biosfera Yungas consta de una superficie de 13 287,2 km² que están repartidos de la siguiente forma: en zonas núcleo 1 661 km², las zonas de amortiguación ocupan unos 4 398 km² y las zonas de transición aproximadamente 7 228 km². Hay otras fuentes que señalan que ocuparía cerca de 16 000 km². La zona núcleo está integrada por las superficies de los Parques nacionales Baritú y Calilegua y los Parques Provinciales Potrero de Yala y Laguna Pintascayo.

## Zonificación
Las reservas de biosfera se dividen en tres zonas para organizar las políticas municipales, provinciales y nacionales: núcleo, de amortiguamiento y de transición.
En RBYungas las zonas núcleo son cinco y representan el 13 % del área total: el parque nacional Baritú con 72 439 ha, la reserva nacional El nogalar de Los Toldos, con 3253 ha, el parque provincial Laguna Pintascayo con 12 139 ha, el parque nacional Calilegua con 76 306 ha y el parque provincial Potrero de Yala con 4300 ha.
En estas zonas se permite la investigación científica, el turismo y la recreación, teniendo en cuenta la conservación del espacio protegido.
Las zonas de amortiguamiento son las que están alrededor de las zonas núcleo. Representan el 33 % de la reserva. En ellas se practica la agricultura tradicional, la ganadería de monte y de cría, caza, pesca y aprovechamiento forestal. 
Las zonas de transición son las más periféricas de la reserva. Representan el 54 % restante. En ellas se desarrollan actividades agrícolas en grandes superficies y también se asientan en su entorno las localidades y las rutas de comunicación. Es donde se realiza la producción de bienes y servicios que satisfacen las necesidades de los centros urbanos y rurales de la reserva.

## Ubicación
Es una muy amplia superficie que se extiende por las Provincias de Salta y Jujuy, en el noroeste de la República Argentina. De la primera provincia nombrada ocupa los Departamentos de Orán (parte oeste), Santa Victoria e Iruya y de la segunda grandes sectores de varios distritos ubicados en su parte oriental (principalmente  San Pedro, Ledesma, Santa Bárbara,  Valle Grande, algo del Manuel Belgrano y Tilcara).  El área tiene forma alargada de norte a sur y se inicia en el límite con la República de Bolivia en su parte septentrional, hasta aproximadamente la ciudad de San Salvador de Jujuy, como extremo meridional. Las coordenadas que ocupa nos darán una noción más certera de la magnitud de esta unidad de conservación – la mayor de la Argentina-: comprende un espacio que tiene por límites los paralelos de los 22° a 24° de Lat. S y el que media entre los meridianos 64° y 68° de Long. O. 
Los límites del área, indicando accidentes geográficos, puede señalarse como el espacio comprendido entre los ríos Lipeo y San Lorenzo- como límites norte y sur, respectivamente- y entre la línea divisoria de aguas y los valles de San Francisco y del río Grande de Tarija, en el sentido oeste-este.
En el territorio que ocupa encontramos varias localidades de distinta importancia y cinco áreas naturales protegidas de ámbito nacional y provincial como los Parques nacionales Calilegua y Baritú y los provinciales Laguna Pintascayo,  Potrero de Yala y la Reserva El Nogalar. El extremo sur de la reserva de la Biosfera Yungas se aproxima a la capital jujeña.

## Valor cultural
La reserva se caracteriza también por la importancia de su patrimonio cultural, integrada por diversos pueblos originarios; en la reserva y su área de influencia residen unas trescientas dieciséis comunidades de pueblos originarios (aymara, quechua, wichí, toba, chané, ocloya) que conservan sus costumbres (cosmovisión, modo de vida, festividades, artesanías, etc.) por la cultura campesina y por descendientes de españoles, reflejando una identidad múltiple, fuerte y particular del territorio.